# 2019–2020-as német labdarúgó-bajnokság (első osztály)
A 2019–2020-as német labdarúgó-bajnokság – eredeti német nevén Fußball-Bundesliga – az 57. szezonja volt a Bundesligának. A szezon 2019. augusztus 26-án kezdődött, és 2020. június 27-én ért véget. A címvédő az FC Bayern München.
2020. március 13-án felfüggesztették az eseményét a koronavírus-járvány miatt.

## Csapatok

### Csapatváltozások
| Feljutott az első osztályba          | Kiesett a másodosztályba                 |
| ------------------------------------ | ---------------------------------------- |
| 1. FC Köln SC Paderborn Union Berlin | VfB Stuttgart Hannover 96 1. FC Nürnberg |

A bajnokságon 18 csapat vesz részt: a tavalyi bajnokság bennmaradt 15 csapata (a 16. helyezett osztályzót játszik), és 3 feljutó. A másodosztály első és második helyezettje (a Köln és a Paderborn) feljutott a Bundesligába, viszont a harmadiknak osztályzót kellett játszania a VfB Stuttgart ellen, ahol a másodosztály harmadik helyezettje, az Union Berlin nyert.

### Csapatok adatai
| Csapat                   | Város                | Stadion                        | Befogadóképesség |
| ------------------------ | -------------------- | ------------------------------ | ---------------- |
| FC Augsburg              | Augsburg             | WWK ARENA                      | 30 660           |
| Bayer 04 Leverkusen      | Leverkusen           | BayArena                       | 30 210           |
| FC Bayern München        | München              | Allianz Arena                  | 71 000           |
| Borussia Dortmund        | Dortmund             | Signal Iduna Park              | 80 645           |
| Borussia Mönchengladbach | Mönchengladbach      | Stadion im Borussia-Park       | 54 010           |
| Eintracht Frankfurt      | Frankfurt            | Commerzbank-Arena              | 51 500           |
| Fortuna Düsseldorf       | Düsseldorf           | Esprit Arena                   | 54 600           |
| SC Freiburg              | Freiburg im Breisgau | Schwarzwald-Stadion            | 24 000           |
| Hertha BSC               | Berlin               | Olimpiai Stadion               | 74 244           |
| TSG 1899 Hoffenheim      | Sinsheim             | Wirsol Rhein-Neckar-Arena      | 30 150           |
| 1. FC Köln               | Köln                 | RheinEnergieStadion            | 49 698           |
| RB Leipzig               | Lipcse               | Red Bull Arena                 | 42 959           |
| 1. FSV Mainz 05          | Mainz                | OPEL ARENA                     | 34 000           |
| SC Paderborn 07          | Paderborn            | Benteler-Arena                 | 15 000           |
| FC Schalke 04            | Gelsenkirchen        | Veltins-Arena                  | 61 973           |
| 1. FC Union Berlin       | Berlin               | Stadion An der Alten Försterei | 22 012           |
| Werder Bremen            | Bréma                | Weserstadion                   | 42 100           |
| VfL Wolfsburg            | Wolfsburg            | Volkswagen Arena               | 30 000           |

### Személyek és támogatók
| Csapat                   | Vezetőedző                                       | Csapatkapitány      | Mezgyártó | Mezszopnzor                              |             |                |              |      |               |
| ------------------------ | ------------------------------------------------ | ------------------- | --------- | ---------------------------------------- | ----------- | -------------- | ------------ | ---- | ------------- |
| Csapat                   | Vezetőedző                                       | Csapatkapitány      | Mezgyártó | Mezszopnzor                              | FC Augsburg | Heiko Herrlich | Daniel Baier | Nike | WWK, Siegmund |
| Hertha BSC               | Bruno Labbadia                                   | Vedad Ibišević      | Nike      | TEDi, Hyundai Motor Company              |             |                |              |      |               |
| Union Berlin             | Urs Fischer                                      | Christopher Trimmel | Adidas    | Layenberger, Koch Automobile             |             |                |              |      |               |
| Werder Bremen            | Florian Kohfeldt                                 | Niklas Moisander    | Umbro     | Wiesenhof, H-Hotels                      |             |                |              |      |               |
| Borussia Dortmund        | Lucien Favre                                     | Marco Reus          | Puma      | Evonik, Opel                             |             |                |              |      |               |
| Fortuna Düsseldorf       | Uwe Rösler                                       | Oliver Fink         | Uhlsport  | Henkel, Toyo Tires                       |             |                |              |      |               |
| Eintracht Frankfurt      | Adi Hütter                                       | David Abraham       | Nike      | Indeed.com, Deutsche Börse Group         |             |                |              |      |               |
| SC Freiburg              | Christian Streich                                | Mike Frantz         | Hummel    | Schwarzwaldmilch, Badenova               |             |                |              |      |               |
| 1899 Hoffenheim          | Matthias Kaltenbach / Marcel Rapp / Kai Herdling | Benjamin Hübner     | Joma      | SAP, Prowin                              |             |                |              |      |               |
| 1. FC Köln               | Markus Gisdol                                    | Jonas Hector        | Uhlsport  | REWE, DEVK                               |             |                |              |      |               |
| RB Leipzig               | Julian Nagelsmann                                | Willi Orban         | Nike      | Red Bull, CG Immobilien                  |             |                |              |      |               |
| Bayer Leverkusen         | Peter Bosz                                       | Lars Bender         | Jako      | Barmenia Versicherungen, Kieser Training |             |                |              |      |               |
| Mainz 05                 | Achim Beierlorzer                                | Danny Latza         | Lotto     | Kömmerling, QQ288                        |             |                |              |      |               |
| Borussia Mönchengladbach | Marco Rose                                       | Lars Stindl         | Puma      | Postbank, H-Hotels                       |             |                |              |      |               |
| Bayern München           | Hans-Dieter Flick                                | Manuel Neuer        | Adidas    | Deutsche Telekom, Qatar Airways          |             |                |              |      |               |
| SC Paderborn             | Steffen Baumgart                                 | Christian Strohdiek | Saller    | Sunmaker, Effect Energy Drink            |             |                |              |      |               |
| Schalke 04               | David Wagner                                     | Ralf Fährmann       | Umbro     | Gazprom, DHL Express                     |             |                |              |      |               |
| VfL Wolfsburg            | Oliver Glasner                                   | Josuha Guilavogui   | Nike      | Volkswagen, UPS                          |             |                |              |      |               |

### Vezetőedző-váltások
| Csapat                   | Távozó edző                 | Ok                                  | Dátum                      | Érkező                                                       | Dátum                     |
| ------------------------ | --------------------------- | ----------------------------------- | -------------------------- | ------------------------------------------------------------ | ------------------------- |
| 1899 Hoffenheim          | Julian Nagelsmann           | Az RB Leipzig csapatához szerződött | Előszezon 2019. június 30. | Alfred Schreuder                                             | Előszezon 2019. július 1. |
| RB Leipzig               | Ralf Rangnick               | Kinevezték sportigazgatónak         | Előszezon 2019. június 30. | Julian Nagelsmann                                            | Előszezon 2019. július 1. |
| VfL Wolfsburg            | Bruno Labbadia              | Szerződés lejárta                   | Előszezon 2019. június 30. | Oliver Glasner                                               | Előszezon 2019. július 1. |
| Schalke 04               | Huub Stevens                | Lejárt a megbízatása                | Előszezon 2019. június 30. | David Wagner                                                 | Előszezon 2019. július 1. |
| Borussia Mönchengladbach | Dieter Hecking              | Elküldték                           | Előszezon 2019. június 30. | Marco Rose                                                   | Előszezon 2019. július 1. |
| Hertha BSC               | Dárdai Pál                  | Közös megegyezés                    | Előszezon 2019. június 30. | Ante Čović                                                   | Előszezon 2019. július 1. |
| 1. FC Köln               | André Pawlak                | Lejárt a megbízatása                | Előszezon 2019. június 30. | Achim Beierlorzer                                            | Előszezon 2019. július 1. |
| Bayern München           | Niko Kovač                  | Közös megegyezés                    | 2019. november 3.          | Hansi Flick (megbízott)                                      | 2019. november 3.         |
| 1. FC Köln               | Achim Beierlorzer           | Elküldték                           | 2019. november 9.          | Markus Gisdol                                                | 2019. november 9.         |
| Mainz 05                 | Sandro Schwarz              | Közös megegyezés                    | 2019. november 10.         | Achim Beierlorzer                                            | 2019. november 18.        |
| Hertha BSC               | Ante Čović                  | Közös megegyezés                    | 2019. november 27.         | Jürgen Klinsmann                                             | 2019. november 27.        |
| Fortuna Düsseldorf       | Friedhelm Funkel            | Elküldték                           | 2020. január 29.           | Uwe Rösler                                                   | 2020. január 29.          |
| Hertha BSC               | Jürgen Klinsmann            | Közös megegyezés                    | 2020. február 11.          | Alexander Nouri (megbízott)                                  | 2020. február 11.         |
| Augsburg                 | Martin Schmidt              | Elküldték                           | 2020. március 9.           | Heiko Herrlich                                               | 2020. március 10.         |
| Hertha BSC               | Alexander Nouri (megbízott) | Lejárt a megbízatása                | 2020. április 9.           | Bruno Labbadia                                               | 2020. április 13.         |
| 1899 Hoffenheim          | Alfred Schreuder            | Közös megegyezés                    | 2020. június 9.            | Matthias Kaltenbach / Marcel Rapp / Kai Herdling (megbízott) | 2020. június 9.           |

## Végeredmény
| Hely. | Csapat                     | M  | Gy | D  | V  | G+  | G– | Gk  | P  | Továbbjutás vagy kiesés      |
| ----- | -------------------------- | -- | -- | -- | -- | --- | -- | --- | -- | ---------------------------- |
| 1.    | Bayern München CV,B,X      | 34 | 26 | 4  | 4  | 100 | 32 | +68 | 82 | Bajnokok Ligája–csoportkör   |
| 2.    | Borussia Dortmund X        | 34 | 21 | 6  | 7  | 84  | 41 | +43 | 69 | Bajnokok Ligája–csoportkör   |
| 3.    | RB Leipzig X               | 34 | 18 | 12 | 4  | 81  | 37 | +44 | 66 | Bajnokok Ligája–csoportkör   |
| 4.    | Borussia Mönchengladbach X | 34 | 20 | 5  | 9  | 66  | 40 | +26 | 65 | Bajnokok Ligája–csoportkör   |
| 5.    | Bayer Leverkusen X         | 34 | 19 | 6  | 9  | 61  | 44 | +17 | 63 | Európa-liga–csoportkör       |
| 6.    | Hoffenheim                 | 34 | 15 | 7  | 12 | 53  | 53 | 0   | 52 | Európa-liga–csoportkör       |
| 7.    | VfL Wolfsburg              | 34 | 13 | 10 | 11 | 48  | 46 | +2  | 49 | Európa-liga, 2. selejtezőkör |
| 8.    | SC Freiburg                | 34 | 13 | 9  | 12 | 48  | 47 | +1  | 48 |                              |
| 9.    | Eintracht Frankfurt        | 34 | 13 | 6  | 15 | 59  | 60 | −1  | 45 |                              |
| 10.   | Hertha BSC                 | 34 | 11 | 8  | 15 | 48  | 59 | −11 | 41 |                              |
| 11.   | Union Berlin Ú             | 34 | 12 | 5  | 17 | 41  | 58 | −17 | 41 |                              |
| 12.   | Schalke 04                 | 34 | 9  | 12 | 13 | 38  | 58 | −20 | 39 |                              |
| 13.   | Mainz 05                   | 34 | 11 | 4  | 19 | 44  | 65 | −21 | 37 |                              |
| 14.   | 1. FC Köln Ú               | 34 | 10 | 6  | 18 | 51  | 69 | −18 | 36 |                              |
| 15.   | FC Augsburg                | 34 | 9  | 9  | 16 | 45  | 63 | −18 | 36 |                              |
| 16.   | Werder Bremen              | 34 | 8  | 7  | 19 | 42  | 69 | −27 | 31 | Osztályozó                   |
| 17.   | Fortuna Düsseldorf         | 34 | 6  | 12 | 16 | 36  | 67 | −31 | 30 | Kiesik a Bundesliga 2-be     |
| 18.   | SC Paderborn Ú,K           | 34 | 4  | 8  | 22 | 37  | 74 | −37 | 20 | Kiesik a Bundesliga 2-be     |

## Eredmények
| Hazai \ Vendég           | AUG | BSC | UNB | BRE | DOR | DÜS | FRA | FRE | HOF | KÖL | LEI | LEV | MAI | MÖN | MUN | PAD | SCH | WOL |
| ------------------------ | --- | --- | --- | --- | --- | --- | --- | --- | --- | --- | --- | --- | --- | --- | --- | --- | --- | --- |
| FC Augsburg              | —   | 4–0 | 1–1 | 2–1 | 3–5 | 3–0 | 2–1 | 1–1 | 1–3 | 1–1 | 1–2 | 0–3 | 2–1 | 2–3 | 2–2 | 0–0 | 2–3 | 1–2 |
| Hertha BSC               | 2–0 | —   | 4–0 | 2–2 | 1–2 | 3–1 | 1–4 | 1–0 | 2–3 | 0–5 | 2–4 | 2–0 | 1–3 | 0–0 | 0–4 | 2–1 | 0–0 | 0–3 |
| Union Berlin             | 2–0 | 1–0 | —   | 1–2 | 3–1 | 3–0 | 1–2 | 2–0 | 0–2 | 2–0 | 0–4 | 2–3 | 1–1 | 2–0 | 0–2 | 1–0 | 1–1 | 2–2 |
| Werder Bremen            | 3–2 | 1–1 | 0–2 | —   | 0–2 | 1–3 | 0–3 | 2–2 | 0–3 | 6–1 | 0–3 | 1–4 | 0–5 | 0–0 | 0–1 | 0–1 | 1–2 | 0–1 |
| Borussia Dortmund        | 5–1 | 1–0 | 5–0 | 2–2 | —   | 5–0 | 4–0 | 1–0 | 0–4 | 5–1 | 3–3 | 4–0 | 0–2 | 1–0 | 0–1 | 3–3 | 4–0 | 3–0 |
| Fortuna Düsseldorf       | 1–1 | 3–3 | 2–1 | 0–1 | 0–1 | —   | 1–1 | 1–2 | 2–2 | 2–0 | 0–3 | 1–3 | 1–0 | 1–4 | 0–4 | 0–0 | 2–1 | 1–1 |
| Eintracht Frankfurt      | 5–0 | 2–2 | 1–2 | 2–2 | 2–2 | 2–1 | —   | 3–3 | 1–0 | 2–4 | 2–0 | 3–0 | 0–2 | 1–3 | 5–1 | 3–2 | 2–1 | 0–2 |
| SC Freiburg              | 1–1 | 2–1 | 3–1 | 0–1 | 2–2 | 0–2 | 1–0 | —   | 1–0 | 1–2 | 2–1 | 0–1 | 3–0 | 1–0 | 1–3 | 0–2 | 4–0 | 1–0 |
| 1899 Hoffenheim          | 2–4 | 0–3 | 4–0 | 3–2 | 2–1 | 1–1 | 1–2 | 0–3 | —   | 3–1 | 0–2 | 2–1 | 1–5 | 0–3 | 0–6 | 3–0 | 2–0 | 2–3 |
| 1. FC Köln               | 1–1 | 0–4 | 1–2 | 1–0 | 1–3 | 2–2 | 1–1 | 4–0 | 1–2 | —   | 2–4 | 2–0 | 2–2 | 0–1 | 1–4 | 3–0 | 3–0 | 3–1 |
| RB Leipzig               | 3–1 | 2–2 | 3–1 | 3–0 | 0–2 | 2–2 | 2–1 | 1–1 | 3–1 | 4–1 | —   | 1–1 | 8–0 | 2–2 | 1–1 | 1–1 | 1–3 | 1–1 |
| Bayer Leverkusen         | 2–0 | 0–1 | 2–0 | 2–2 | 4–3 | 3–0 | 4–0 | 1–1 | 0–0 | 3–1 | 1–1 | —   | 1–0 | 1–2 | 2–4 | 3–2 | 2–1 | 1–4 |
| Mainz 05                 | 0–1 | 2–1 | 2–3 | 3–1 | 0–4 | 1–1 | 2–1 | 1–2 | 0–1 | 3–1 | 0–5 | 0–1 | —   | 1–3 | 1–3 | 2–0 | 0–0 | 0–1 |
| Borussia Mönchengladbach | 5–1 | 2–1 | 4–1 | 3–1 | 1–2 | 2–1 | 4–2 | 4–2 | 1–1 | 2–1 | 1–3 | 1–3 | 3–1 | —   | 2–1 | 2–0 | 0–0 | 3–0 |
| FC Bayern München        | 2–0 | 2–2 | 2–1 | 6–1 | 4–0 | 5–0 | 5–2 | 3–1 | 1–2 | 4–0 | 0–0 | 1–2 | 6–1 | 2–1 | —   | 3–2 | 5–0 | 2–0 |
| SC Paderborn             | 0–1 | 1–2 | 1–1 | 1–5 | 1–6 | 2–0 | 2–1 | 1–3 | 1–1 | 1–2 | 2–3 | 1–4 | 1–2 | 1–3 | 2–3 | —   | 1–5 | 2–4 |
| Schalke 04               | 0–3 | 3–0 | 2–1 | 0–1 | 0–0 | 3–3 | 1–0 | 2–2 | 1–1 | 1–1 | 0–5 | 1–1 | 2–1 | 2–0 | 0–3 | 1–1 | —   | 1–4 |
| VfL Wolfsburg            | 0–0 | 1–2 | 1–0 | 2–3 | 0–2 | 1–1 | 1–2 | 2–2 | 1–1 | 2–1 | 0–0 | 0–2 | 4–0 | 2–1 | 0–4 | 1–1 | 1–1 | —   |

## Rájátszás

### Első forduló
| 2020. július 2. 20:30 |

| Werder Bremen | 0–0               | Heidenheim |
| ------------- | ----------------- | ---------- |
|               | (0–0) Jegyzőkönyv |            |

| Weserstadion, Bréma Nézőszám: 0 Játékvezető: Felix Zwayer |

### Második forduló
| 2020. július 6. 20:30 |

| Heidenheim                       | 2–2               | Werder Bremen                    |
| -------------------------------- | ----------------- | -------------------------------- |
| Kleindienst 85' 90+7' (11-esből) | (0–1) Jegyzőkönyv | Theuerkauf 3' Augustinsson 90+4' |

| Voith-Aréna, Heidenheim Nézőszám: 0 Játékvezető: Felix Brych |

A végeredmény összesítésben 2–2 lett, de idegenben lőtt több góllal a Werder Bremen nyert, így egyik csapat sem váltott osztályt.

## Statisztikák

### Góllövőlista
Utoljára frissítve: 2020. június 27.
| Helyezés | Játékos               | Klub                | Gólok |
| -------- | --------------------- | ------------------- | ----- |
| 1        | Robert Lewandowski    | Bayern München      | 34    |
| 2        | Timo Werner           | RB Leipzig          | 28    |
| 3        | Jadon Sancho          | Borussia Dortmund   | 17    |
| 4        | Wout Weghorst         | VfL Wolfsburg       | 16    |
| 5        | Rouwen Hennings       | Fortuna Düsseldorf  | 15    |
| 6        | Jhon Córdoba          | 1. FC Köln          | 13    |
| 6        | Erling Haaland        | Borussia Dortmund   | 13    |
| 6        | Florian Niederlechner | FC Augsburg         | 13    |
| 6        | Robin Quaison         | Mainz 05            | 13    |
| 10       | Sebastian Andersson   | Union Berlin        | 12    |
| 10       | Serge Gnabry          | Bayern München      | 12    |
| 10       | Kai Havertz           | Bayer Leverkusen    | 12    |
| 10       | Andrej Kramarić       | 1899 Hoffenheim     | 12    |
| 10       | André Silva           | Eintracht Frankfurt | 12    |

### Gólpasszok
Utoljára frissítve: 2020. június 27.
| Helyezés | Játékos            | Klub                     | Gólp. |
| -------- | ------------------ | ------------------------ | ----- |
| 1        | Thomas Müller      | Bayern München           | 21    |
| 2        | Jadon Sancho       | Borussia Dortmund        | 16    |
| 3        | Christopher Nkunku | RB Leipzig               | 14    |
| 4        | Thorgan Hazard     | Borussia Dortmund        | 13    |
| 4        | Filip Kostić       | Eintracht Frankfurt      | 13    |
| 6        | Christian Günter   | SC Freiburg              | 10    |
| 6        | Achraf Hakimi      | Borussia Dortmund        | 10    |
| 6        | Alassane Pléa      | Borussia Mönchengladbach | 10    |
| 9        | Robert Skov        | TSG 1899 Hoffenheim      | 9     |
| 9        | Serge Gnabry       | Bayern München           | 9     |

### Mesterhármasok
| Játékos            | Csapat             | Ellenfél                 | Végeredmény | Dátum               |
| ------------------ | ------------------ | ------------------------ | ----------- | ------------------- |
| Robert Lewandowski | Bayern München     | Schalke 04               | 3–0         | 2019. augusztus 24. |
| Timo Werner        | RB Leipzig         | Borussia Mönchengladbach | 3–1         | 2019. augusztus 30. |
| Timo Werner        | RB Leipzig         | Mainz 05                 | 8–0         | 2019. november 2.   |
| Rouwen Hennings    | Fortuna Düsseldorf | Schalke 04               | 3–3         | 2019. november 9.   |
| Philippe Coutinho  | Bayern München     | Werder Bremen            | 6–1         | 2019. december 14.  |
| Robin Quaison      | Mainz 05           | Werder Bremen            | 5–0         | 2019. december 17.  |
| Erling Haaland     | Borussia Dortmund  | FC Augsburg              | 5–3         | 2020. január 18.    |
| Robin Quaison      | Mainz 05           | Hertha BSC               | 3–1         | 2020. február 8.    |
| Wout Weghorst      | VfL Wolfsburg      | 1899 Hoffenheim          | 3–2         | 2020. február 15.   |
| Timo Werner        | RB Leipzig         | Mainz 05                 | 0–5         | 2020. május 24.     |
| Jadon Sancho       | Borussia Dortmund  | SC Paderborn             | 6–1         | 2020. május 31.     |
| Andrej Kramarić4   | 1899 Hoffenheim    | Borussia Dortmund        | 4–0         | 2020. június 27.    |

4 A játékos 4 gólt szerzett

### Kapott gól nélkül lehozott mérkőzések
Utoljára frissítve: 2020. június 27.
| Helyezés | Játékos         | Klub                     | Mérkőzések |
| -------- | --------------- | ------------------------ | ---------- |
| 1        | Manuel Neuer    | Bayern München           | 15         |
| 2        | Roman Bürki     | Borussia Dortmund        | 12         |
| 3        | Gulácsi Péter   | RB Leipzig               | 10         |
| 3        | Lukáš Hrádecký  | Bayer Leverkusen         | 10         |
| 5        | Rune Jarstein   | Hertha BSC               | 9          |
| 6        | Rafał Gikiewicz | Union Berlin             | 8          |
| 7        | Yann Sommer     | Borussia Mönchengladbach | 7          |
| 7        | Oliver Baumann  | 1899 Hoffenheim          | 7          |
| 9        | Alexander Nübel | Schalke 04               | 6          |
| 9        | Timo Horn       | 1. FC Köln               | 6          |

### A hónap legjobb játékosai, tehetségei és góljai
| Hónap      | Hónap Játékosa     | Hónap Játékosa    | Hónap Tehetsége | Hónap Tehetsége          | Hónap gólja        | Hónap gólja              | Források            |
| Hónap      | Játékos            | Csapat            | Játékos         | Csapat                   | Játékos            | Csapat                   | Források            |
| ---------- | ------------------ | ----------------- | --------------- | ------------------------ | ------------------ | ------------------------ | ------------------- |
| Augusztus  | Robert Lewandowski | Bayern München    | Jonjoe Kenny    | Schalke 04               | Robert Lewandowski | Bayern München           | [ 9 ] [ 10 ] [ 11 ] |
| Szeptember | Amín Hárít         | Schalke 04        | Marcus Thuram   | Borussia Mönchengladbach | Javairô Dilrosun   | Hertha BSC               | [ 9 ] [ 10 ] [ 11 ] |
| Október    | Serge Gnabry       | Bayern München    | Marcus Thuram   | Borussia Mönchengladbach | Robin Quaison      | Mainz 05                 | [ 9 ] [ 10 ] [ 11 ] |
| November   | Timo Werner        | RB Leipzig        | Marcus Thuram   | Borussia Mönchengladbach | Robert Skov        | 1899 Hoffenheim          | [ 9 ] [ 10 ] [ 11 ] |
| December   | Timo Werner        | RB Leipzig        | Ismail Jakobs   | 1. FC Köln               | Philippe Coutinho  | Bayern München           | [ 9 ] [ 10 ] [ 11 ] |
| Január     | Erling Haaland     | Borussia Dortmund | Erling Haaland  | Borussia Dortmund        | Florian Neuhaus    | Borussia Mönchengladbach | [ 9 ] [ 10 ] [ 11 ] |
| Február    | Jadon Sancho       | Borussia Dortmund | Erling Haaland  | Borussia Dortmund        | Emre Can           | Borussia Dortmund        | [ 9 ] [ 10 ] [ 11 ] |
| Március    | N/A                | N/A               | N/A             | N/A                      | Thorgan Hazard     | Borussia Dortmund        | [ 9 ] [ 10 ] [ 11 ] |
| Április    | N/A                | N/A               | N/A             | N/A                      | N/A                | N/A                      | [ 9 ] [ 10 ] [ 11 ] |
| Május      | Kai Havertz        | Bayer Leverkusen  | Alphonso Davies | Bayern München           | Joshua Kimmich     | Bayern München           | [ 9 ] [ 10 ] [ 11 ] |
| Június     | N/A                | N/A               | N/A             | N/A                      | André Silva        | Eintracht Frankfurt      | [ 9 ] [ 10 ] [ 11 ] |

### Egyéni díjazottak
| Díj               | Győztes            | Klub              | Forrás |
| ----------------- | ------------------ | ----------------- | ------ |
| A szezon játékosa | Robert Lewandowski | Bayern München    | [ 12 ] |
| A szezon újonca   | Alphonso Davies    | Bayern München    | [ 13 ] |
| A szezon gólja    | Emre Can           | Borussia Dortmund | [ 14 ] |

## Csapatok száma tartományonkénti bontásban
| Pozíció | Tartomány              | Csapatok száma | Csapatok |
| ------- | ---------------------- | -------------- | --- |
| 1       | Észak-Rajna-Vesztfália | 7              | Borussia Dortmund, Fortuna Düsseldorf, Köln, Bayer Leverkusen, Borussia Mönchengladbach, SC Paderborn és a Schalke 04 |
| 2       | Baden-Württemberg      | 2              | SC Freiburg és az 1899 Hoffenheim                                                                                     |
| 2       | Bajorország            | 2              | FC Augsburg és a Bayern München                                                                                       |
| 2       | Berlin                 | 2              | Hertha BSC és az Union Berlin                                                                                         |
| 5       | Bréma                  | 1              | Werder Bremen |
| 5       | Hessen                 | 1              | Eintracht Frankfurt                                                                                                   |
| 5       | Alsó-Szászország       | 1              | VfL Wolfsburg |
| 5       | Rajna-vidék-Pfalz      | 1              | Mainz 05 |
| 5       | Szászország            | 1              | RB Leipzig |